# Hoodia parviflora
Hoodia parviflora är en oleanderväxtart som beskrevs av Nicholas Edward Brown. Hoodia parviflora ingår i släktet Hoodia och familjen oleanderväxter. Inga underarter finns listade i Catalogue of Life.